# Referendum
Referendum (z latinského referendus, které znamená „věc, o níž má být podána zpráva“), někdy též plebiscit, česky také všelidové hlasování, je rozhodnutí všech občanů nebo i všech obyvatel v otázkách zákonodárných nebo výkonných.

## Charakteristika
Referendum je jednou z forem přímé demokracie. V referendu se však obvykle nehlasuje o osobách, čímž se liší od voleb. V některých případech mohou autoritářští vůdci státu využívat referenda k legitimizaci své moci (schválení převratu, prodloužení funkčního období; k tomu přistoupili nejnověji např. vládci některých zemí Střední Asie či v roce 2014 Vladimir Putin po anexi Krymu).
V mnoha demokratických státech světa jsou rozhodnutí přijatá ve všelidovém hlasování pro volené reprezentanty a státní správu závazná a právo na referendum je zakotveno v ústavě. Příkladem je Švýcarsko a Lichtenštejnsko (od roku 1848), ale i (v různě vyvinuté podobě) většina států USA, částečně Irsko, všechny spolkové země Německa  (například v Bavorsku od roku 1995, v prvním desetiletí 835 referend, 1371 iniciativ) nebo Itálie. Základní otázky jsou podřízeny rozhodnutí občanů v povinném referendu. Zatímco rozhodnutí v jiných záležitostech jsou předmětem fakultativního referenda, které je vyvoláno závaznou občanskou iniciativou. Např. referenda o schválení tzv. ústavy EU se v té či oné formě konaly v řadě členských zemí EU, přičemž občané Francie a Nizozemska v létě 2005 návrh odmítli. (Vzdor tomu obě vlády přistoupily po několika měsících k nové, parlamentární proceduře, a znění ústavy byla nakonec ratifikováno.)

## Typy
Referenda lze rozlišovat:
- podle závaznosti výsledku na závazné a doporučující (konzultativní)
- podle jejich právní nutnosti na obligatorní a fakultativní
- podle území, kde se konají, například celostátní, krajská a místní

## Situace v Česku
Článek 21 Listiny základních práv a svobod říká: „Občané mají právo podílet se na správě veřejných věcí přímo nebo svobodnou volbou svých zástupců.“

### Celostátní referendum
Česká ústava referendum předpokládá ve svém čl. 2 odst. 2, který zní: „ústavní zákon může stanovit, kdy lid vykonává státní moc přímo.“ Zůstává tedy přímo na ústavním zákonu, zda zavede referendum obecně, nebo jen pro daný konkrétní případ, pro který bude vydán. Do ustavení Senátu v roce 1996 nebyl žádný návrh zákona o obecném referendu v Poslanecké sněmovně schválen; po ustavení Senátu byl zákon schválen v Poslanecké sněmovně v roce 2001, a v roce 2005 následně pak zamítnut Senátem. V dubnu 2012 vláda předložila Poslanecké sněmovně další z návrhů zákona o celostátním referendu. Po prvním čtení vydal Ústavně právní výbor 26. 4. 2013 usnesení o přerušení jednání. Vláda na svém jednání 26. února 2014 odmítla další poslanecký návrh ústavního zákona o celostátním referendu a předložila sněmovně vlastní návrh zákona 28. 7. 2015. V září 2015 byl vládě a následně poslaneckým klubům představen alternativní návrh ústavního zákona o celostátním referendu Bc. Patrika Doležala na základě občanské iniciativy. Dne 26. září 2016 byl občanský návrh zákona předložen prezidentu České republiky.
Pro referendum o přistoupení Česka k Evropské unii byl vydán speciální ad hoc ústavní zákon č. 515/2002 Sb.

### Místní referendum
Český právní řád umožňuje pořádání tzv. místního referenda. Pro platnost místního referenda je na rozdíl od voleb do zastupitelstev stanovena minimální procentuální hranice účasti. Původní zákon č. 298/1992 Sb. tuto hranici stanovil na 25 % oprávněných voličů.
Zákon č. 22/2004 Sb. (proti kterému hlasoval pouze senátor Jaroslav Kubera) zvýšil účast nutnou pro platnost místního referenda na 50 % oprávněných voličů. Největší obcí, kde se podařilo v letech 2004 až 2007 překročit tuto hranici, byla Velká Bíteš s necelými 4 000 voliči. Např. v místním referendu o poloze hlavního nádraží v Brně, konaném v roce 2004 a iniciovaném sdružení Nádraží v centru, přišlo k urnám 25 % oprávněných voličů, takže podle tehdejší úpravy bylo neplatné, a to přestože se rozhodovalo o největším projektu v historii města (celková výše investic cca 30 miliard Kč). Od přijetí novely zákona č. 169/2008 Sb. je hranice platnosti stanovena na 35 % účasti všech oprávněných voličů. Rozhodnutí přijaté v referendu je závazné, pokud pro něj hlasovala většina hlasujících a nejméně 25 % všech oprávněných voličů, tedy i těch, kteří nevolili. Při účasti 35 % je rozhodnutí závazné, pokud pro něj hlasuje 71,43 % zúčastněných. Největší obcí, kde se od té doby podařilo platné místní referendum uspořádat, byla v roce 2013 Plzeň.
Při neexistenci zákonné úpravy všeobecného referenda se patrně stane dosud největším referendem v ČR opakované referendum o poloze nádraží v Brně vyvolané iniciativou občanů. Referendum bude konáno spolu s volbami do krajských zastupitelstev a do 1/3 senátu ve dnech 7. a 8. října 2016 od 14.00 první den. Očekává se že počet účastníků se může pohybovat řádově okolo 100 tisíc voličů. Jde o místní referendum s nepřímými dopady do státní správy a rozhodovacích procesů ústředních orgánů. Charakterem zkoumaného předmětu překračuje rámec pouhého místního problému. Otázka polohy hlavního nádraží v Brně a způsobu jeho opravy se promítá do budoucí koncepce dvou významných evropských železničních koridorů: TEN-T 22 a 23. Iniciační proces prošel všemi stupni soudního přezkumu.

### Krajské referendum
Od roku 2011 lze na základě zákona č. 118/2010 Sb., o krajském referendu, uspořádat referendum i na krajské úrovni, a to o všech věcech, které patří do samostatné působnosti kraje. Výjimkou je např. rozpočet kraje, obecně závazná vyhláška kraje, zřízení či zrušení krajských orgánů nebo volba či odvolání hejtmana kraje, jeho náměstků a dalších jmenovaných či volených členů krajských orgánů. Stejně tak nelze konat referendum tehdy, pokud by položená otázka byla v rozporu s právními předpisy nebo jestliže by rozhodnutí v referendu mohlo být v rozporu s právními předpisy. Už platně uskutečněné referendum nelze po dobu dvou let opakovat.
O konání krajského referenda rozhoduje zastupitelstvo kraje, přičemž návrh může kromě zastupitelů podat každý, koho podpoří alespoň 6 % osob, které v daném referendu mohou hlasovat. Aby bylo platné, zúčastnit se ho musí alespoň 35 % obyvatel a rozhodnutí je pak pro zastupitelstvo kraje a orgány kraje závazné tehdy, jestliže se pro něj vysloví nadpoloviční většina hlasujících a alespoň 25 % obyvatel.
Středočeský kandidát na hejtmana David Rath v říjnu 2008 sliboval, že navrhne doporučující či orientační krajské referendum o umístění nebo neumístění amerického radaru v Brdech.
Jiří Paroubek v roce 2010 navrhoval vyhlásit v Ústeckém kraji referendum o prolomení limitů těžby hnědého uhlí. Proti Paroubkovu návrhu na referendum se vyslovila strana TOP 09, která ve svém tiskovém prohlášení oponovala, že o věcech, které mají dopad na život všech občanů země a celého hospodářství, například energetické politice a energetické bezpečnosti, se musí rozhodovat na celorepublikové úrovni, a dotčené obce v této věci musí mít právo veta. V říjnu 2014 ocenil, že s touto myšlenkou přišel prezident Miloš Zeman, a připomenul, že sám totéž navrhoval již v roce 2009. Starosta Litvínova Milan Šťovíček v červenci 2014 návrh ministra Jana Mládka na uspořádání krajského referenda odmítl s tím, že obyvatelé druhého konce kraje by neměli rozhodovat o existenci města Horní Jiřetín ani o tom, že litvínovští obyvatelé budou žít na hraně obřího velkolomu. V únoru 2015 krajské referendum odmítl i starosta Mostu Jan Paparega, ačkoliv ten byl částečnému prolomení limitů nakloněn.
O krajské referendum se pokusili aktivisté v Ústeckém kraji, kteří v září 2013 začali sbírat podpisy na podporu referenda s názvem „Platit musí viníci“ či „Viníci, zaplaťte euroškody“. Zmocněncem přípravného výboru a iniciátorem byl Leo Steiner, za iniciátory se vyjadřoval též Martin Kameník ze sdružení Oživení. Referendum mělo být reakcí na to, že krajské zastupitelstvo opakovaně zamítlo návrhy jednat o škodách způsobených porušováním podmínek při čerpání dotací z eurofondů. Snaze o referendum předcházela již petice s 1400 podpisy. Začátkem března 2014 organizátoři oznámili, že z potřebných 40 tisíc podpisů na podporu referenda již nasbírali zhruba 8200 a že chtějí sbírání podpisů urychlit, aby to do léta stihli, a spustit plakátovou a internetovou kampaň. Poté už o iniciativě nebylo slyšet a webová prezentace k referendu z internetu zmizela.

### Paradox obrácení účinku menšinového hlasu
Jak bylo zmíněno výše, rozhodnutí přijaté v místním nebo krajském referendu je závazné, jsou-li splněny všechny tyto podmínky:
1. Hlasovala pro něj většina zúčastněných voličů
2. Hlasovalo pro něj alespoň 25 % všech oprávněných voličů
3. Hlasování se zúčastnilo alespoň 35 % všech oprávněných voličů

Představme si nyní případ, kdy se referenda zúčastní pouze 25 % oprávněných voličů a všichni hlasují „ANO“. Třetí podmínka není splněna, a proto z referenda závazné rozhodnutí nevzejde. Přijde-li však dalších 10 % oprávněných voličů, kteří všichni hlasují „NE“, dosáhne účast požadované hranice 35 % a výsledkem referenda je závazné rozhodnutí „ANO“. Odevzdané hlasy „NE“ tedy paradoxně vedou k závaznému přijetí rozhodnutí „ANO“.

## Referendum ve Švýcarsku
Nejdůležitější referenda jsou v zemi helvétského kříže nazývána lidovou iniciativou (Volksinitiative), při jejímž schvalování voliči rozhodují o návrhu na změnu části federální ústavy. Švýcaři totiž nemohou přijít s návrhem na změnu obyčejného zákona, ale mohou prostřednictvím referend měnit ústavu země, a to buď úplně, nebo jen v nějaké její části. K vyvolání lidové iniciativy potřebují Švýcaři 100 tisíc podpisů sebraných v průběhu 18 měsíců. Návrhem, který je podpořen dostatkem podpisů, se ve Švýcarsku následně zabývá vláda i parlament a obě instituce hlasují o doporučení občanům, jak mají v referendu hlasovat. Referendum by bylo platné, i kdyby přišel jeden jediný volič. Ke schválení návrhu v referendu stačí nadpoloviční většina hlasujících, ale v lidových iniciativách je potřeba i schválení v nadpoloviční většině kantonů a polokantonů.